# Ifigenia

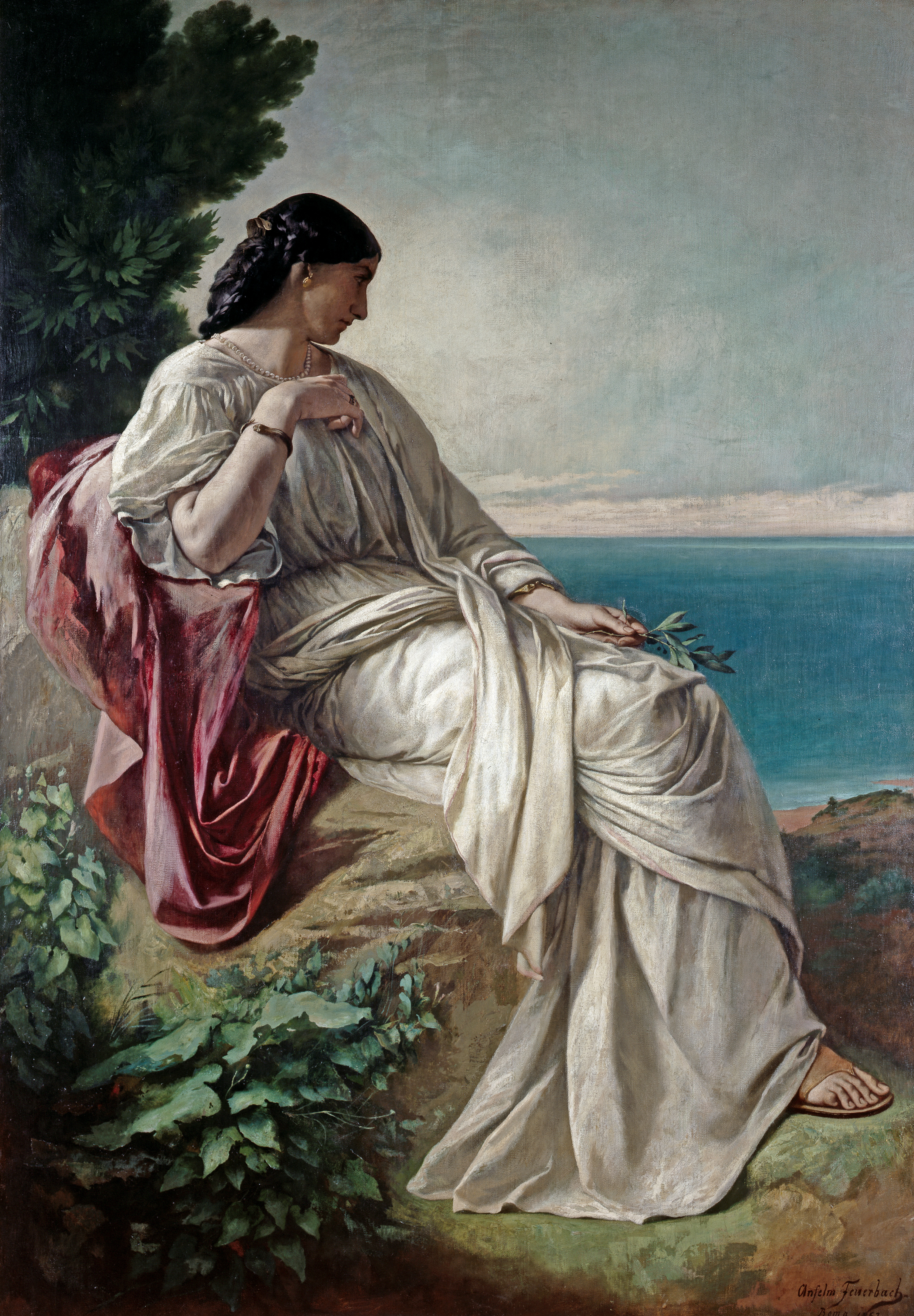
Ifigenia (1862) (pictură de Anselm Feuerbach)

Ifigenia sau Iphigenia (în greacă: Ἰφιγένεια, Iphigeneia) a fost în mitologia greacă fiica lui Agamemnon și a Clitemnestrei.

### Mitologie
Înainte de plecarea la război, Agamemnon o sacrificase pe Ifigenia zeiței Artemis. Ea ceruse să nu bată vânturile în Aulis deoarece Agamemnon o înfuriase. Motivele sunt variate, una fiind zeița a prezis că mulți tineri vor muri în război sau Agamemnon îi ucise un animal sacru. Regele a trimis după Clitemnestra și Ifigenia sub impresia de a o căsători pe fată cu Ahile. În unele variante Artemis își face milă de prințesă, lăsând un cerb să fie sacrificat în locul ei.